# Giorgio Kirschner
Giorgio Kirschner (Trieste, 27 maggio 1923 – Roma, 27 settembre 2002) è stato un direttore di coro e pianista italiano.

## Biografia
Giorgio Kirschner compì gli studi musicali di Composizione con Giulio Viozzi, di Pianoforte
con Angelo Kessissoglu e di Musica corale e direzione di coro con Bruno Cervenca presso il Conservatorio di Trieste, specializzandosi poi in Composizione polifonica vocale con Sante Zanon a Venezia.
Fu docente di Esercitazioni corali presso i Conservatori dell'Aquila e di Roma e primo docente ai Corsi nazionali di perfezionamento per direttori di coro a Ravenna.
Nel 1947 iniziò la sua carriera musicale nell'Accademia Triestina Santa Cecilia diretta da Padre Ottone Tonetti; nel 1951 fondò il coro polifonico Giuseppe Tartini; dal 1962 al 1964 fu direttore del coro del Teatro Verdi di Trieste; nel '64 assunse l'incarico di direttore del coro del Teatro Comunale di Bologna e, successivamente, del coro dell'Ente Lirico di Cagliari. Nel 1965 fu chiamato come aiuto-maestro presso il coro dell'Accademia Nazionale di Santa Cecilia di Roma; nel 1972 ne divenne primo direttore, tale incarico fu mantenuto fino al 1977. Dal 1976 assunse inoltre l'incarico di direttore del coro polifonico dell'Associazione Musicale Gottardo Tomat di Spilimbergo.
Alla guida di diversi cori polifonici del Friuli-Venezia Giulia da lui fondati o diretti (Ronchi dei Legionari, Trieste, Spilimbergo), ottenne importanti affermazioni ai concorsi internazionali di Arezzo, di Gorizia, di Llanghollen (GB). Fu spesso chiamato come membro di giuria ai più importanti concorsi di esecuzione corale.
| Controllo di autorità | VIAF (EN) 79746477 · ISNI (EN) 0000 0000 5788 547X · LCCN (EN) n2005079747 · BNF (FR) cb141937728 (data) · J9U (EN, HE) 987007417393605171 |